# Колто
Колто (фр. Colletot) насеље је и општина у северној Француској у региону Горња Нормандија, у департману Ер која припада префектури Берне.
По подацима из 2011. године у општини је живело 181 становника, а густина насељености је износила 41,9 становника/km². Општина се простире на површини од 4,32 km². Налази се на средњој надморској висини од 96 метара (максималној 134 m, а минималној 60 m).

## Демографија
| 1962. | 1968. | 1975. | 1982. | 1990. | 1999. | 2011. |
| ----- | ----- | ----- | ----- | ----- | ----- | ----- |
| 75    | 88    | 88    | 94    | 104   | 110   | 181   |

График промене броја становника у току последњих година